# أنمار يهأمن
أنمار يهأمن بن وهب إل يحز: أحد ملوك سبأ. تولى أنمار عرش سبأ بعد الملك كرب إيل وتر يهنعم حوالي العام 175م تقريباً.ويظهر أن حكمه لم يكن طويلًا، فالنقوش التي تعود إلى عهده شبعة نقوش فقط،وقد قدرت فترة حكمه فيما بين (175م -180م) تقريبًا. ويفترض بافقيه وبعض الباحثين أن أنمار في الأصل من بني غيمان، بينما كان كرب إيل وتر يهنعم ابنًا حقيقيًا لوهب إل يحز، وقد انتسب أنمار يهأمن إلى الملك وهب إل يحز بلقب (أنمار يهأمن ملك سبأ ابن وهب إيل يحز).
ذكر اسم أنمار لأول مرة في عهد الملك كرب إيل وتر يهنعم،ويظهر من أحد النصوص أن أنمار من ذي غيمان، وأنه كان يتولى وظيفة مهمة من مأرب، وكان مقدمًا في بيت الحكم قصر سلحين، ويساويه في هذه المنزلة رجل يدعى ثريد من ذي مأذن، وفي زمنهما وقعت اضطرابات في مأرب، وقد سألا الملك كرب إيل وتر يهنعم أن يخولهما حق التدبير للقضاء على الفتنة، فأصدر الملك أمرًا أجابهما فيه إلى ما سألاه من تفويض، غير أن نار الفتنة لم تخمد بل بقيت مشتعلة خمسة أشهر كاملة، كان الملك في خلالها يلح بوجوب قمع الفتنة وإعادة الأمن، واستطاعا ذلك بعد مرور الأشهر المذكورة باشتراك الجيش في القضاء عليها.
حظى أنمار بدعم ذي غيمان للوصول إلى العرش،ويحدثنا النص (Ja 562) عن انتقال أنمار يهأمن ملك سبأ ابن وهب إل يحوز من قصر ذي غيمان إلى قصر سلحين الملكي في مأرب استجابة لمساعي قام بها الأسباء والأقيال والجيش.كما نال أنمار يهأمن دعم الأسر الأرستقراطية في المرتفعات أمثال: أسرة بني بتع من قبيلة حملان من إتحاد سمعي وأسرة دوس من معاهر من قبيلة ردمان.
يعد النص الموسوم بـ (CIH 195) من النصوص المهمة من عهد هذا الملك، وهو نص من منطقة حاز، وقد دونه رجل يدعى "سخمان يهصبح" من بني بتع من قبيلة حملان، ويتحدث صاحب هذا النص عن حروب قاموا بها مع الملك أنمار يهأمن ضد بني ريدان.لم تكن هذه الحرب الأخيرة في نوعها، إذ استمرت الحروب بين قبائل المرتفعات الشمالية والريدانيين في بداية عهد الملك رب شمس نمران، وذلك امتدادا للحرب بين أنمار يهأمن وثأران يعب يهنعم، وقد زعم رب شمس نمران أن البادئ في تلك الحرب كان ثأران يعب يهنعم.

### هوامش
1. ↑   النص (Ja 564) يذكر كرب إيل وتر بلقب "يهنعم"، وهو لقب اتخذه هذا الملك في فترة حكمه المنفرد. الجدير بالذكر أن طيلة مشاركة كرب إيل وتر الحكم مع يريم أيمن، كان يحمل لقب "وتر" فقط، ولم يظهر لقب "يهنعم" إلا بعد موت أو إختفاء يريم أيمن، وهي دلالة واضحة على مرحلة جديدة من حكم هذا الحاكم.
2. ↑  هناك نص آخر موسم بـ (Ja 562)، وقد دونه أيضاً "سخمان يهصبح" في معبد أوام، ويشير إلى بمناسبة انتقال الملك أنمار من قصر ذي غيمان إلى قصر سلحين في مأرب. ومن الممكن أن يكون كاتب النصان "سخمان يهصبح" قد أهدى أولاً النقش (Ja 562)، عندما كان لا يزال في مأرب، والنقش (CIH 195) عندما عاد إلى مدينته حاز.